# アルプスの羊飼いの娘
『アルプスの羊飼いの娘』（アルプスのひつじかいのむすめ、仏: La bergère des Alpes）は、フランス王国の画家クロード・ジョセフ・ヴェルネが描いた絵画。ドゥニ・ディドロの批評で知られる。

## 解説
マリー・テレーズ・ロデット・ジョフランの求めに応じて、クロード・ジョセフ・ヴェルネが描いた作品である。1763年にサロンに展示された。
ジャン＝フランソワ・マルモンテルの牧歌的な物語を主題としている。この物語の主人公は、自分の本当の出自を知らないまま羊飼いとして暮らしている高貴な家柄の娘アデライード（未亡人）と、羊飼いの恰好をしているトリノの若い貴族でアデライードに恋をしているフォンローズ伯爵である。ある日アデライードは「草が隠し始めた石が見えますか。それは、最も優しく高潔で、私の愛と軽率さのせいで命を失ってしまった男性の墓です」と伯爵に打ち明ける。ヴェルネが描いた場面は、アデライードが亡き自分の夫の墓を伯爵に示している光景である。

## 評価
ドゥニ・ディドロはこの絵について、「登場人物にとっても、彼らの傍らに腰を下ろす私にとっても、アルプスはわずかしか離れていない。（中略）それなのにどうしてアルプスは形も不明瞭で、細部も明確でなく、くすんだ緑色のあいまいな姿に描かれているのだろう」と批判した。ヴェルネは風景画・海洋画のジャンルで名を馳せた画家であったため、そもそもジョフラン夫人の注文が不適切だったともいえる。ディドロ曰く、「ある画家本来の様式による優れた絵画を手にしたいと思えば、彼に「私に絵を一枚描いてほしい、そしてあなたに相応しい主題を選んでほしい」と言わなくてはならない」
この作品の最大の見所は左端の大木である。樹齢を感じさせる太くて屈曲した幹に鬱蒼とした葉を茂らせた様子が巧みに表現され、ヴェルネの観察力と写実的描写力が優れたものであったことを裏付けているが、背景の穏やかなアルプスとは対照的である。ディドロもこの大木については「主題の不毛さを取り繕うために、画家は作品の左側を占める大木に努力を傾注した」と評価しており、この樹木の表現こそがヴェルネの本領であった。ディドロの批判は、写実的風景画の大家であるヴェルネには相応しくない「パストラル」という主題に彼が手を出してしまったことにのみ向けられたものであった。